# 디 이터널 도터
《디 이터널 도터》(영어: The Eternal Daughter)는 2022년 개봉한 미국, 영국의 미스터리 드라마 영화이다. 조애나 호그가 감독과 각본을 맡았다. 제79회(2022년) 베네치아 영화제 황금사자상 경쟁후보작이다.

## 줄거리
중년의 영화감독 줄리는 나이든 어머니 로잘린과 함께 택시를 타고 외딴 호텔에 도착한다. 택시 기사는 그들에게 귀신 이야기를 해주고, 으스스한 안개에 둘러싸인 호텔은 로잘린의 옛 가족 저택이었다. 줄리는 어머니에 대한 영화를 만들고 싶어 함께 시간을 보내려 하지만, 호텔의 기이한 분위기와 로잘린의 과거 기억들은 줄리를 불안하게 만든다. 로잘린은 과거 가족 구성원의 죽음 등 아픈 기억들을 꺼내놓고, 줄리는 이러한 기억을 다시 상기시킨 것에 죄책감을 느낀다.
어느 날 밤, 줄리는 애완견 루이가 사라진 것을 발견하고 호텔 직원의 도움을 받아 찾아 헤맨다. 루이를 찾은 후, 줄리는 직원 빌과 함께 술을 마시며 서로의 상실의 아픔을 공유하며 가까워진다. 다음 날, 로잘린의 생일, 줄리는 로잘린이 빌과 대화하며 자신의 자녀가 없어 어머니에게 매달리는 딸을 불쌍하게 여긴다는 것을 듣게 된다. 로잘린은 자신의 과거 유산 경험에 대해 이야기하고, 줄리의 사촌은 그녀를 위해 꽃을 전달한다.
줄리는 어머니를 위해 생일 저녁 식사를 준비하지만, 로잘린이 식사를 거부하자 줄리는 감정이 북받쳐 눈물을 터뜨린다. 줄리는 어머니가 행복하지 않으면 자신도 행복할 수 없다는 것, 그리고 나이 들어 자신을 돌봐줄 자녀가 없다는 사실에 대한 불안감을 토로한다. 생일 케이크를 들고 로잘린에게 다가가던 중, 줄리는 홀로 흐느끼고, 어머니가 이미 사망했다는 사실이 밝혀진다. 빌이 줄리를 위로하고, 줄리는 꿈속에서 어머니의 임종 장면을 보게 된다.
다음 날 아침, 햇살이 밝게 비추고 새들이 지저귀는 가운데 줄리는 영화 시나리오 작업을 시작한다. 영화는 이 이야기의 시작과 똑같은 장면으로 시작한다. 호텔을 떠나는 줄리를 보며 호텔 직원들은 걱정스러운 눈빛을 보내고, 줄리는 택시를 타고 떠난다. 호텔에는 수많은 손님들과 직원들이 있었지만, 줄리가 묵을 때는 비어 있었던 것으로 보인다.

## 출연진
- 틸다 스윈튼 - 줄리 / 로절린드
- 조지프 미델
- 칼리소피아 데이비스
- 앨피 생키그린